# Église Notre-Dame-de-Fatima de Jonquière
Pour les articles homonymes, voir Église Notre-Dame-de-Fátima.
L'église Notre-Dame-de-Fatima, nommée d'après Notre-Dame de Fátima, était un édifice religieux catholique conçu par les architectes Léonce Desgagné et Paul-Marie Côté et construite entre 1962 et 1963 à Jonquière (maintenant intégrée à Saguenay), au Québec. Elle était un exemple d'église blanche et constituait une œuvre majeure de l'architecture québécoise des années 1960.
L'église, ainsi que son presbytère, ont été cités site patrimonial par la ville de Saguenay en 2006, mais ce statut a été retiré en 2015. L'église a été détruite en février 2017.

## Histoire
La paroisse Notre-Dame-de-Fatima a été créée en 1953, lors d'une période où la croissance démographique de Jonquière nécessitait la création de nouvelles paroisses. Les premières messes ont été célébrées la même année dans un ancien camp militaire, qui a ensuite été déplacé sur le site de l'église actuelle.  

### Conception
Selon la fille de l’architecte Léonce Desgagné, ce dernier aurait eu l’idée de construire une église de cette forme en pliant une feuille de papier pour qu’elle forme un cornet à l’envers.  
L'église a été construite entre 1962 et 1963. Ce sont les architectes Léonce Desgagnés et Paul-Marie Côté, connus dans la région pour leurs « églises blanches » modernes inspirées des préceptes de Rome à la suite du concile Vatican II. Le bâtiment avait une architecture unique grâce à ses deux demi-cônes décalés et sa construction moderne en béton recouvert de crépi blanc ayant une forme symbolique de tipi. Un des volumes se prolongeait en une flèche terminée par une croix. L'édifice ne comportait aucune fenêtre, mis à part deux larges bandeaux de verre verticaux occupant le vide créé par le décalage des deux formes,. Ces bandeaux de verre étaient assortis de vitraux en plexiglas de 25 mètres de hauteur, œuvre du Chicoutimien Jean-Guy Barbeau. L'église avait un aménagement mobilier spécialement conçu et il y régnait une ambiance particulière grâce à la pénétration de lumière à fleur de paroi.

### Fermeture et détérioration
L'église a été fermée au culte en 2004. L'ensemble comprenant l'église et le presbytère ont été cités site patrimonial par la ville de Saguenay en 2006,. La même année, l'église a été vendue à la Coopérative de solidarité économique Kitchisaga pour un montant de 400 000 à 450 000 $,. À la suite de découverte de vices cachés, le prix de vente a été revu à 250 000 $. 
La coopérative a vidé les lieux en octobre 2007. Le bâtiment a été abandonné, sans chauffage, et s'est détérioré. Des promoteurs privés, Bernard et Denis Larouche, de l'entreprise Construction ATF, ont fait l'acquisition du site de l’église en 2009 afin d’y construire une résidence pour personnes âgées.

## Démolition
Après l'abandon d'un plan pour convertir le bâtiment en unités de logement, le propriétaire des lieux a demandé la démolition de l'église,. En novembre 2012, Larouche attendait le feu vert de la municipalité de Saguenay afin de faire démolir l'église pour faire place à une quarantaine d'unités de logement. Au début d'avril 2013, le comité consultatif d'urbanisme de la ville a décidé de ne pas retirer le statut patrimonial de l'édifice qui aurait permis sa démolition. En 2015, après des années de démarches, le promoteur a obtenu de la municipalité que soit retiré le statut patrimonial de l'édifice. La démolition de l'église s'est amorcée à la fin de janvier 2017 pour s'achever en février 2017.